# 1814 au Canada
Pour un article plus général, voir Chronologie du Canada.
Cet article traite des événements qui se sont produits durant l'année 1814 au Canada.

## Événements

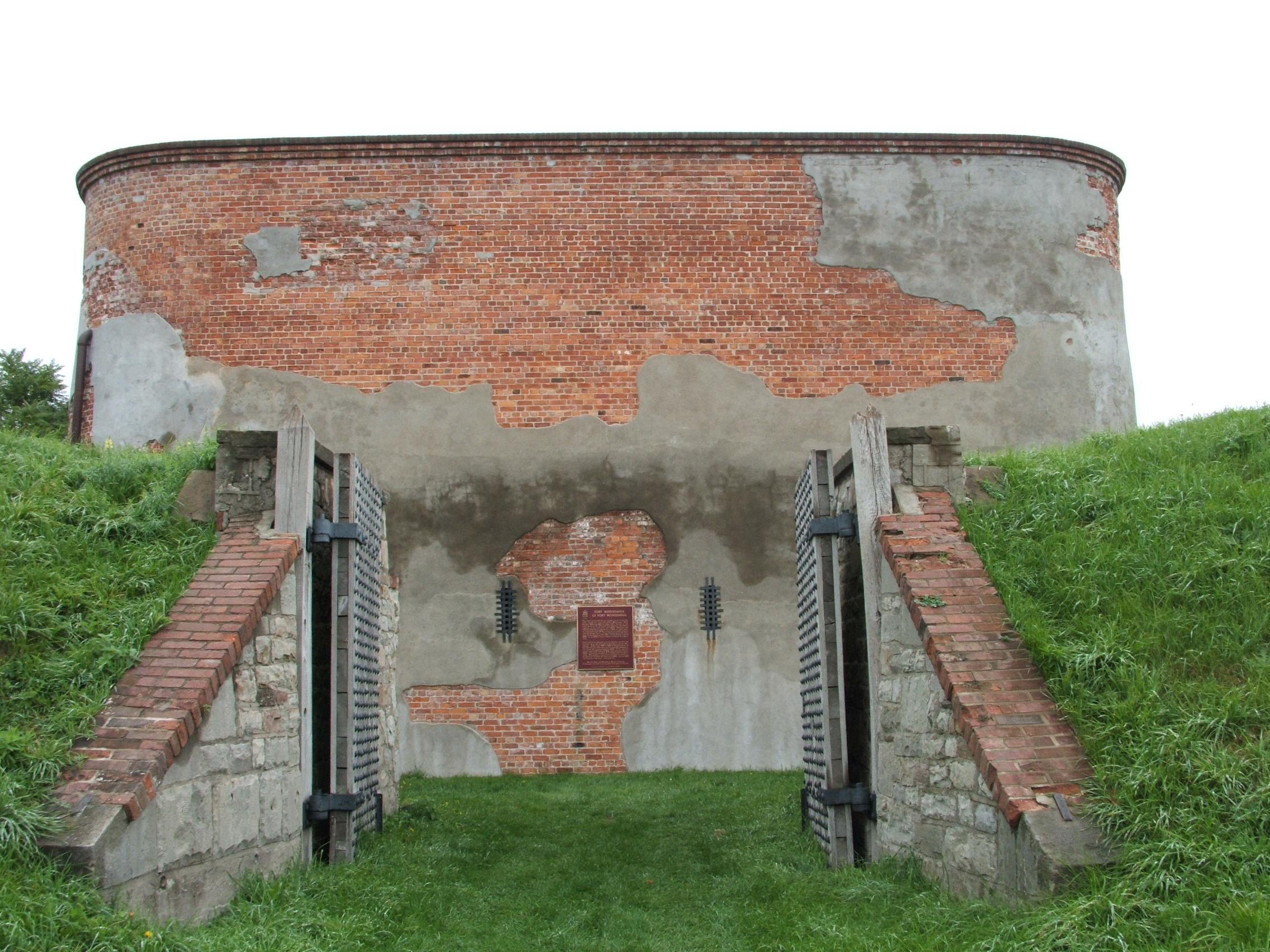
Entrée du Fort Mississauga construit en 1814.

- Janvier : le gouverneur de la colonie d’Assiniboia prohibe toute exportation de Pemmican à l’extérieur de la Colonie (janvier) et interdit la chasse au bison à cheval aux Canadiens et aux Métis (juillet). Sous l’influence de la Compagnie du Nord-Ouest, la « nation des Bois-Brûlés », dirigé par des chefs métis comme Cuthbert Grant, s’organise pour défendre ses libertés (1815). Début de la guerre du pemmican.
- Février : à la suite de la perte de Fort Détroit l'année précédente, les britanniques ouvrent une voie d'approvisionnement via le lac Simcoe et la baie Georgienne. Cela va permettre de rejoindre le lac Huron et le fort Mackinac à l'ouest.
- 4 mars : bataille de Longwoods (en). Victoire américaine.
- 25 mars au 13 mai : élection de la huitième législature du Bas-Canada.
- 30 mars : seconde bataille du moulin Lacolle. Les Américains sont repoussés.
- 6 mai : la flotte britannique commandée par James Lucas Yeo (en) lance la bataille de fort Oswego (1814) (en). Les britanniques prennent la place et s'emparent de plusieurs provisions et canons.
- 14 au 16 mai: Raid sur Port Dover (en). Victoire américaine.
- 29 au 30 mai : bataille de Big Sandy Creek. Victoire américaine et fin de l'occupation britannique à Oswego.
- Fin du printemps : construction du Fort Drummond (en) à Queenston Heights (en) et de Fort Mississauga.
- 3 juillet : capture de Fort Érié. La troupe britannique du fort composé de 137 hommes se rendent rapidement à l'armée américaine de 4500 hommes.
- 5 juillet : bataille de Chippawa. Les troupes américaines menés par Winfield Scott on le dessus sur les troupes britanniques de Phineas Riall (en).
- 25 juillet : bataille de Lundy's Lane. Importante perte dans les deux camps. Les Américains se retirent au Fort Érié.
- 26 juillet au 4 août : bataille de l'île Makinac. Les britanniques résistent à l'assaut des Américains.
- Août et septembre : Siège de Fort Érié (en). Les Américains résistent au siège.
- 2 septembre : Escarmouches au lac Huron (en), les britanniques saisissent deux navires américains.
- 3 septembre : des navires sous le commandement de John Coape Sherbrooke partent de Halifax et vont attaquer l'état du Maine. Ils remportent la bataille de Hampden (en). Les britanniques crée momentanément la colonie de la Nouvelle Irlande.
- 6 au 11 septembre : bataille du lac Champlain à Plattsburgh. Les troupes britanniques menées par le gouverneur George Prevost sont arrêtés par l'armée américaine. Les britanniques se retirent au Canada.
- 10 septembre : lancement du navire HMS St Lawrence (1814) (en) à Kingston. Ce navire permit aux britanniques de garder le contrôle du lac Ontario pour le reste de la guerre.
- 19 octobre : bataille de Cook's Mills. Dernière bataille dans la péninsule du Niagara.
- 5 novembre : les Américains abandonnent et font sauter le Fort Érié.
- 6 novembre : bataille du moulin de Malcolm (en). Victoire américaine.
- 24 décembre : la paix de Gand met fin à la guerre entre les États-Unis et le Royaume-Uni (statu quo territorial).

Guerre de 1812
Bataille de Chippawa.
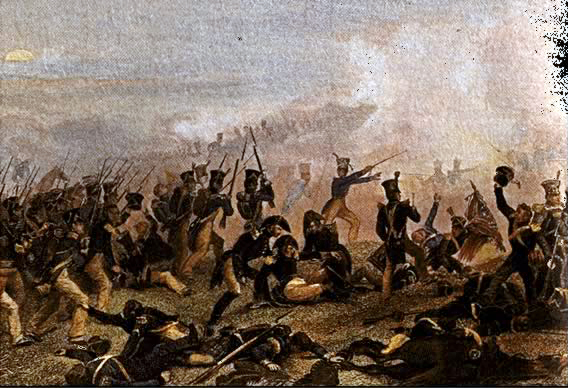
Bataille de Lundy's lane.
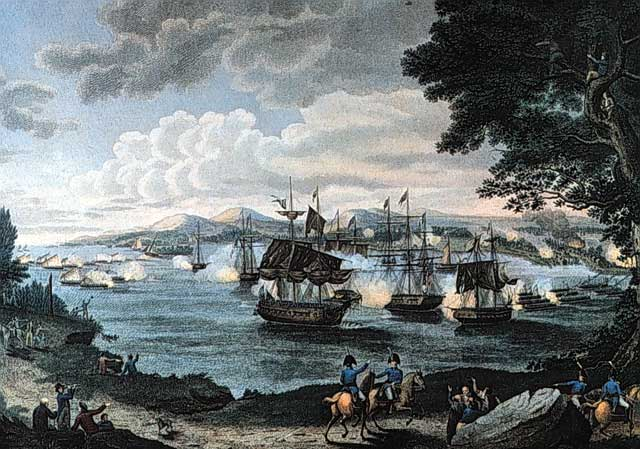
Bataille du lac Champlain à Plattsburg.
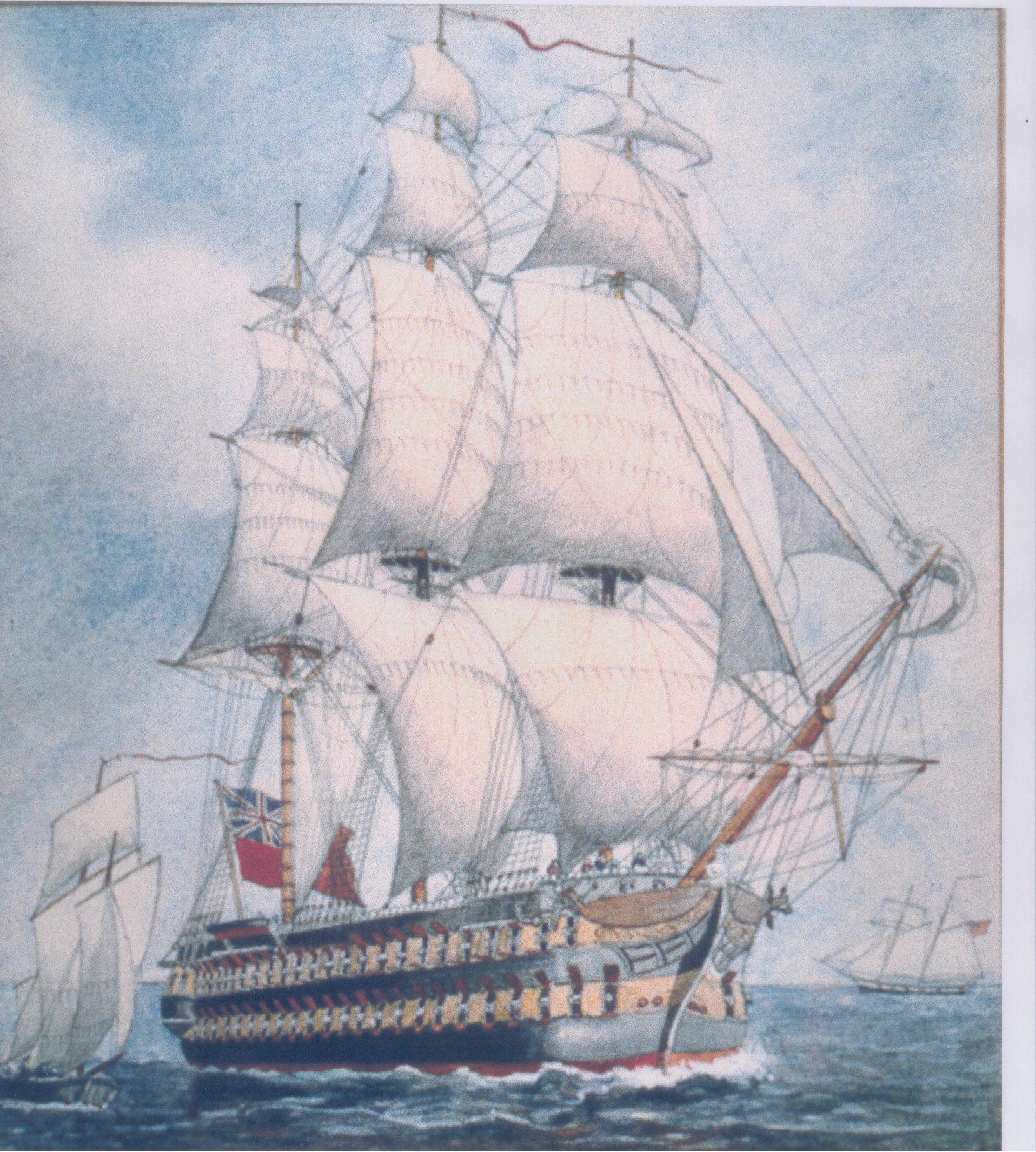
HMS St Lawrence.
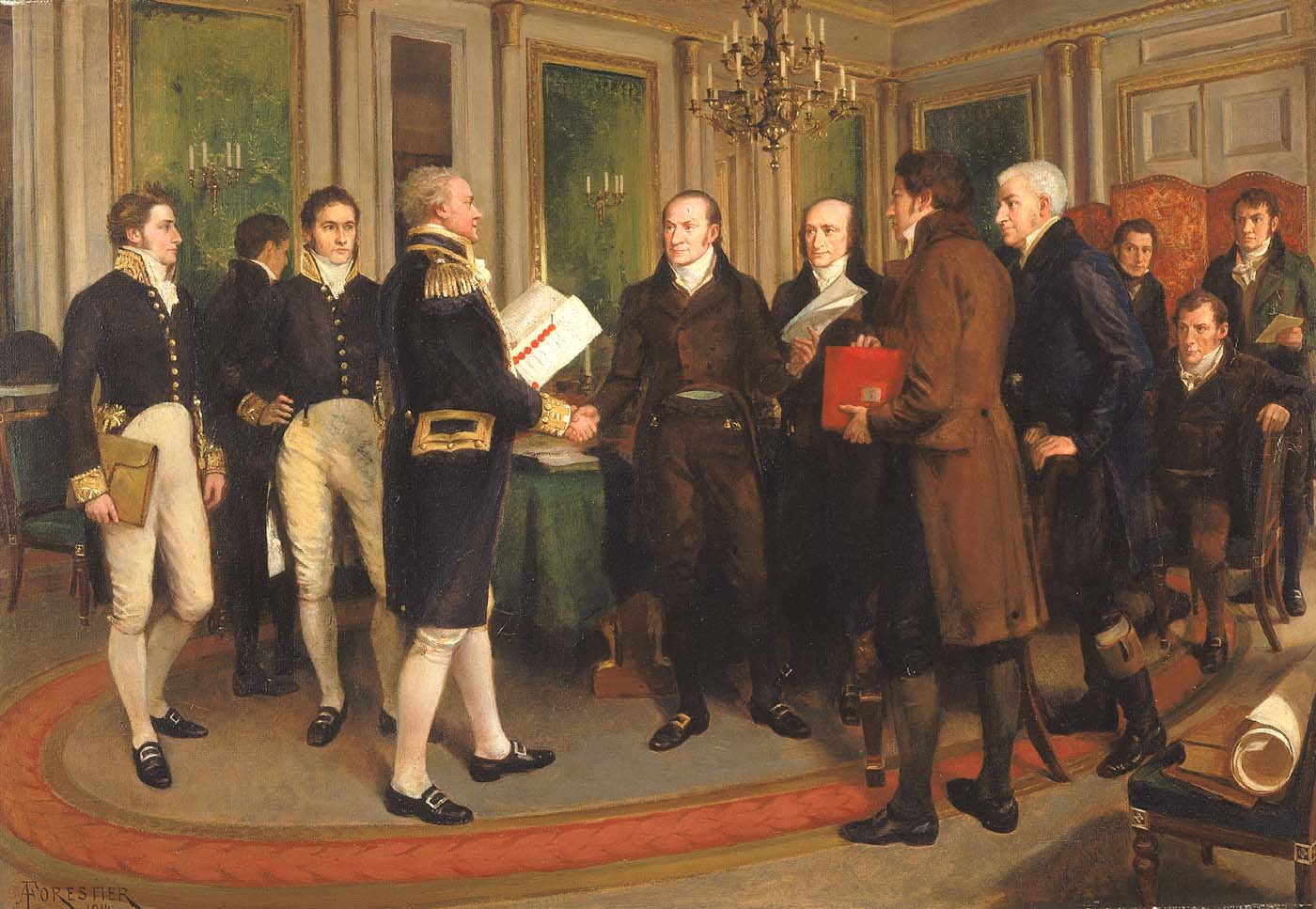
Traité de Gand. Fin de la guerre.

- James Clouston prend en charge le poste de Mistissini près du lac Mistassini pour le compte de la Compagnie de la Baie d'Hudson. Il va explorer dans les années qui suivent la rivière Chibougamau et la rivière Caniapiscau auxquelles il fera des relevés.

## Naissances
- 8 avril : Philippe Aubert de Gaspé, fils, auteur.
- Avril : William Kennedy (explorateur).
- 3 mai : John Hamilton Gray, premier ministre de la colonie du Nouveau-Brunswick et père de la Confédération.
- Adams George Archibald, père de la Confédération et lieutenant-gouverneur de la Nouvelle-Écosse et du Manitoba.
- 20 mai : William Henry Steeves, père de la Confédération.
- 6 septembre : George-Étienne Cartier, homme politique.
- 21 octobre : Georges Boucher de Boucherville, écrivain et inventeur.

## Décès
- 31 janvier : Joseph Périnault, marchand et homme politique.
- 11 mars : Jean de Lisle, notaire et fonctionnaire.
- 21 juin : Erasmus Gower, gouverneur de Terre-Neuve.
- 12 juillet : William Howe, officier britannique.
- 4 septembre : Joseph Willcocks (en), journaliste, homme politique et traître au Haut-Canada.